# توسا دي مار
بلدية توسا دي مار (بالإسبانية: Tossa de Mar) هي بلدية تقع في مقاطعة جرندة التابعة لمنطقة كتالونيا شمال شرق إسبانيا.

## الديموغرافيا
بلغ عدد سكان بلدية توسا دي مار 5.917 نسمة عام 2011 (وفقاً للمعهد الوطني الإسباني للإحصاء).
| 3.853 | 4.115 | 4.608 | 5.260 | 5.662 | 5.948 | 5.917 |

## أعلام
- أندريس فيلينكوسو
- دييغو ماسون